# Mistrzostwa Świata Juniorów w Narciarstwie Klasycznym 2021
Mistrzostwa Świata Juniorów w Narciarstwie Klasycznym 2021 – zawody sportowe, które rozegrane zostały pomiędzy 9 a 14 lutego 2021 roku w Lahti i Vuokatti. Podczas mistrzostw zawodnicy rywalizowali w 19 konkurencjach w trzech dyscyplinach klasycznych. Ze względu na pandemię COVID 19 skoki narciarskie i kombinacja norweska odbyły się w Lahti, a biegi narciarskie w Vuokatti.
Pierwotnie mistrzostwa te miały odbyć się w Zakopanem, jednak zostały przeniesione ze względu na sytuację związaną z pandemią COVID-19 oraz po tym, jak nie udało się do grudnia 2020 skończyć modernizacji Średniej Krokwi. W listopadzie 2020 roku organizację powierzono fińskim Lahti i Vuokatti.

## Medaliści

### Biegi narciarskie – juniorzy
Mężczyźni
| Konkurencja              | Data           | Złoto                                                                                           | Srebro                                                                                     | Brąz                                                                                 |
| ------------------------ | -------------- | ----------------------------------------------------------------------------------------------- | ------------------------------------------------------------------------------------------ | ------------------------------------------------------------------------------------ |
| Sprint stylem klasycznym | 9 lutego 2021  | Niilo Moilanen                                                                                  | Lars Agnar Hjelmeset                                                                       | Emil Danielsson                                                                      |
| 10 km stylem dowolnym    | 12 lutego 2021 | Martin Kirkeberg Mørk                                                                           | Alexander Ståhlberg                                                                        | Olivier Léveillé                                                                     |
| 30 km stylem klasycznym  | 14 lutego 2021 | Aleksandr Iwszin                                                                                | Jan-Friedrich Dörks                                                                        | Alexander Ståhlberg                                                                  |
| Bieg sztafetowy 4×5 km   | 13 lutego 2021 | Norwegia 1. Edvard Sandvik · 2. Jonas Vika · 3. Martin Kirkeberg Mørk · 4. Lars Agnar Hjelmeset | Finlandia 1. Niilo Moilanen · 2. Niko Anttola · 3. Eemil Helander · 4. Alexander Ståhlberg | Włochy 1. Fabio Longo · 2. Alessandro Chiocchetti · 3. Luca Sclisizzo · 4. Elia Barp |

Kobiety
| Konkurencja              | Data           | Złoto                                                                             | Srebro                                                                                        | Brąz                                                                                             |
| ------------------------ | -------------- | --------------------------------------------------------------------------------- | --------------------------------------------------------------------------------------------- | ------------------------------------------------------------------------------------------------ |
| Sprint stylem klasycznym | 9 lutego 2021  | Monika Skinder                                                                    | Moa Hansson                                                                                   | Karolina Kaleta                                                                                  |
| 5 km stylem dowolnym     | 12 lutego 2021 | Wieronika Stiepanowa                                                              | Jewgienija Krupicka                                                                           | Margrethe Bergane                                                                                |
| 15 km stylem klasycznym  | 14 lutego 2021 | Margrethe Bergane                                                                 | Lisa Eriksson                                                                                 | Helen Hoffmann                                                                                   |
| Bieg sztafetowy 4×3,3 km | 13 lutego 2021 | Szwecja 1. Märta Rosenberg · 2. Lisa Eriksson · 3. Lisa Ingesson · 4. Moa Hansson | Rosja 1. Anna Kożinowa · 2. Jewgienija Krupicka · 3. Olga Żołudiewa · 4. Wieronika Stiepanowa | Norwegia 1. Maria Hartz Melling · 2. Emma Kirkeberg Mørk · 3. Anna Heggen · 4. Margrethe Bergane |

### Biegi narciarskie – U 23
Mężczyźni
| Konkurencja              | Data           | Złoto               | Srebro            | Brąz                   |
| ------------------------ | -------------- | ------------------- | ----------------- | ---------------------- |
| Sprint stylem klasycznym | 11 lutego 2021 | Aleksandr Terentiew | Aron Åkre Rysstad | Siergiej Ardaszew      |
| 15 km stylem dowolnym    | 12 lutego 2021 | Hugo Lapalus        | Friedrich Moch    | Iver Tildheim Andersen |

Kobiety
| Konkurencja              | Data           | Złoto           | Srebro             | Brąz                   |
| ------------------------ | -------------- | --------------- | ------------------ | ---------------------- |
| Sprint stylem klasycznym | 11 lutego 2021 | Lisa Lohmann    | Christina Macokina | Louise Lindström       |
| 10 km stylem dowolnym    | 12 lutego 2021 | Izabela Marcisz | Louise Lindström   | Hedda Østberg Amundsen |

Mieszane
| Konkurencja            | Data           | Złoto                                                                                             | Srebro                                                                                           | Brąz                                                                                          |
| ---------------------- | -------------- | ------------------------------------------------------------------------------------------------- | ------------------------------------------------------------------------------------------------ | --------------------------------------------------------------------------------------------- |
| Bieg sztafetowy 4×5 km | 13 lutego 2021 | Norwegia 1. Synne Arnesen · 2. Jon Rolf Skamo Hope · 3. Håvard Moseby · 4. Hedda Østberg Amundsen | Rosja 1. Anastasija Falejewa · 2. Siergiej Ardaszew · 3. Aleksandr Terentiew · 4. Anna Gruchwina | Szwecja 1. Hanna Abrahamasson · 2. Fredrik Andersson · 3. Johan Herbert · 4. Louise Lindström |

### Skoki narciarskie
Mężczyźni
| Konkurencja                       | Data           | Złoto                                                                             | Srebro                                                               | Brąz                                                                        |
| --------------------------------- | -------------- | --------------------------------------------------------------------------------- | -------------------------------------------------------------------- | --------------------------------------------------------------------------- |
| Skocznia normalna – indywidualnie | 11 lutego 2021 | Niklas Bachlinger                                                                 | David Haagen                                                         | Dominik Peter                                                               |
| Skocznia normalna – drużynowo     | 12 lutego 2021 | Austria 1. David Haagen 2. Daniel Tschofenig 3. Elias Medwed 4. Niklas Bachlinger | Słowenia 1. Žak Mogel 2. Jan Bombek 3. Rok Masle 4. Jernej Presečnik | Rosja 1. Ilja Mańkow 2. Maksim Kołobow 3. Danił Sadriejew 4. Michaił Purtow |

Kobiety
| Konkurencja                       | Data           | Złoto                                                                            | Srebro                                                                                   | Brąz                                                                              |
| --------------------------------- | -------------- | -------------------------------------------------------------------------------- | ---------------------------------------------------------------------------------------- | --------------------------------------------------------------------------------- |
| Skocznia normalna – indywidualnie | 11 lutego 2021 | Thea Minyan Bjørseth                                                             | Joséphine Pagnier                                                                        | Jerneja Brecl                                                                     |
| Skocznia normalna – drużynowo     | 12 lutego 2021 | Austria 1. Hannah Wiegele 2. Vanessa Moharitsch 3. Julia Mühlbacher 4. Lisa Eder | Rosja 1. Anna Szpyniowa 2. Aleksandra Barancewa 3. Anastasija Subbotina 4. Irma Machinia | Słowenia 1. Nika Prevc 2. Nika Vetrih 3. Jerneja Repinc Zupančič 4. Jerneja Brecl |

### Kombinacja norweska
Mężczyźni
| Konkurencja                      | Data           | Złoto              | Srebro      | Brąz               |
| -------------------------------- | -------------- | ------------------ | ----------- | ------------------ |
| Skocznia normalna, bieg na 10 km | 11 lutego 2021 | Johannes Lamparter | Mattéo Baud | Stefan Rettenegger |

Kobiety
| Konkurencja                     | Data           | Złoto                | Srebro            | Brąz        |
| ------------------------------- | -------------- | -------------------- | ----------------- | ----------- |
| Skocznia normalna, bieg na 5 km | 10 lutego 2021 | Gyda Westvold Hansen | Marte Leinan Lund | Lisa Hirner |

Mieszane
| Konkurencja                                     | Data           | Złoto                                                                                                | Srebro                                                                                     | Brąz                                                                                   |
| ----------------------------------------------- | -------------- | --- | ------------------------------------------------------------------------------------------ | -------------------------------------------------------------------------------------- |
| Skocznia normalna, bieg na 4×2,5 km – drużynowo | 12 lutego 2021 | Norwegia 1. Eidar Johan Strøm · 2. Marte Leinan Lund · 3. Gyda Westvold Hansen · 4. Andreas Skoglund | Austria 1. Manuel Einkemmer · 2. Lisa Hirner · 3. Sigrun Kleinrath · 4. Stefan Rettenegger | Włochy 1. Iacopo Bortolas · 2. Annika Sieff · 3. Daniela Dejori · 4. Domenico Mariotti |

## Klasyfikacja medalowa
| Miejsce | Państwo    |   |   |   | Razem |
| ------- | ---------- | - | - | - | ----- |
| 1.      | Norwegia   | 7 | 3 | 4 | 14    |
| 2.      | Austria    | 4 | 2 | 2 | 8     |
| 3.      | Rosja      | 3 | 5 | 2 | 10    |
| 4.      | Polska     | 2 | 0 | 1 | 3     |
| 5.      | Szwecja    | 1 | 3 | 3 | 7     |
| 6.      | Finlandia  | 1 | 2 | 1 | 4     |
| 6.      | Niemcy     | 1 | 2 | 1 | 4     |
| 8.      | Francja    | 1 | 2 | 0 | 3     |
| 9.      | Słowenia   | 0 | 1 | 2 | 3     |
| 10.     | Włochy     | 0 | 0 | 2 | 2     |
| 11.     | Kanada     | 0 | 0 | 1 | 1     |
| 11.     | Szwajcaria | 0 | 0 | 1 | 1     |